# لیگ برتر فوتبال انگلستان ۲۵–۲۰۲۴
لیگ برتر فوتبال انگلیس ۲۵–۲۰۲۴ سی و سومین فصل لیگ برتر و صد و بیست و ششمین فصل فوتبال انگلستان بود. لیگ برتر انگلیس بالاترین سطح فوتبال حرفه ای در انگلیس است که توسط اتحادیه لیگ برتر انگلیس سازماندهی می‌شود. این فصل با منچستر سیتی به عنوان مدافع عنوان قهرمانی چهار دوره قبلی شروع شد، اما لیورپول در چهار بازی مانده به پایان فصل قهرمان لیگ شد و با رکورد ۲۰ قهرمانی منچستر یونایتد در لیگ انگلیس برابری کرد.

## برنامه
مطابق با تعهدات قبلی که به باشگاه‌ها برای رسیدگی به برنامه شلوغ در کریسمس و سال نو داده شده بود، ترتیبی داده شد که در سه دور از بازی‌های جشن سال نو، زمان بیشتری برای استراحت در نظر گرفته شود، به طوری که هیچ باشگاهی ظرف ۶۰ ساعت بعد آخرین مسابقه خود مسابقه دیگر بازی نکند. هیچ مسابقه ای در ۲۴ دسامبر ۲۰۲۴ برگزار نشد. برنامه بازی‌ها قرار شد در روز سه شنبه ۱۸ ژوئن ساعت ۹:۰۰ به وقت انگلستان منتشر شوند.
فصل ۲۵–۲۰۲۴ شامل ۳۳ بازی در آخر هفته، ۴ دور از بازی‌ها دور میانه هفته و یک هفته از مسابقات سال نو بود.
این فصل اولین فصلی بود که از فناوری آفساید نیمه خودکار استفاده می‌کند، زیرا باشگاه‌های لیگ برتر به اتفاق آرا با معرفی آن موافقت کردند. این فناوری پس از یکی از تعطیلات بین‌المللی پاییزی آماده معرفی شد.

## تیم‌ها
۲۰ تیم در لیگ با هم رقابت کردند - هفده تیم برتر فصل قبل و سه تیم صعود کننده از چمپیونشیپ. از ۲۷ آوریل ۲۰۲۴، شانزده تیم از هفده تیم فصل قبل، به همراه یک تیم صعود کننده از چمپیونشیپ (لستر سیتی، پس از یک سال غیبت)، جایگاه خود را در لیگ برتر تضمین کردند. در ۲۷ آوریل ۲۰۲۴، شفیلد یونایتد اولین تیمی بود که پس از تنها یک سال حضور در لیگ برتر، به چمپیونشیپ سقوط کرد.
این مسابقات شامل یک گروه واحد متشکل از بیست باشگاه از سراسر انگلستان است. طبق یک سیستم لیگ، بیست تیم در دو نوبت، یک بار در زمین ورزشگاه خود و یک بار در زمین ورزشگاه مقابل مقابل یکدیگر قرار می‌گیرند که مجموعاً به ۳۸ دور می‌رسد. ترتیب مسابقات قبل از شروع مسابقه با قرعه کشی تعیین شدند. تیم‌ها بر اساس تعداد امتیازات خود رتبه‌بندی می‌شوند و امتیاز نتایج آنها به سه ترتیب تقسیم می‌شوند: سه امتیاز برای پیروزی، یک امتیاز برای تساوی و صفر امتیاز برای شکست.
در صورت مساوی بودن امتیازات بین دو باشگاه، معیارهای رتبه‌بندی به ترتیب زیر اعمال خواهد شد:
1. تفاضل گل
2. گل‌های زده شده

### استادیوم‌ها و مکان‌ها
این آخرین فصلی است که باشگاه فوتبال اورتون قرار است قبل از انتقال به ورزشگاه اورتون در ورزشگاه گودیسون پارک بازی کند.
| تیم                                  | مکان       | ورزشگاه                | گنجایش |
| ------------------------------------ | ---------- | ---------------------- | ------ |
| آرسنال                               | لندن       | ورزشگاه امارات         | ۶۰٬۷۰۴ |
| استون ویلا                           | بیرمنگام   | ویلا پارک              | ۴۲٬۶۵۷ |
| بورنموث                              | بورنموث    | دین کورت               | ۱۱٬۳۰۷ |
| برنتفورد                             | لندن       | گریفین پارک            | ۱۷٬۲۵۰ |
| باشگاه فوتبال برایتون اند هوو آلبیون | برایتون    | ورزشگاه فالمر          | ۳۱٬۸۷۶ |
| چلسی                                 | لندن       | استمفورد بریچ          | ۴۰٬۳۴۳ |
| کریستال پالاس                        | لندن       | ورزشگاه سلهارست پارک   | ۲۵٬۴۸۶ |
| اورتون                               | لیورپول    | گودیسون پارک           | ۳۹٬۴۱۴ |
| فولام                                | لندن       | کریون کوتیج            | ۲۴٬۵۰۰ |
| لستر سیتی                            | لستر       | ورزشگاه کینگ پاور      | ۳۲٬۲۶۲ |
| باشگاه فوتبال لیورپول                | لیورپول    | آنفیلد                 | ۶۱٬۲۷۶ |
| منچستر سیتی                          | منچستر     | ورزشگاه شهر منچستر     | ۵۳٬۴۰۰ |
| منچستر یونایتد                       | منچستر     | اولدترافورد            | ۷۴٬۰۳۱ |
| باشگاه فوتبال نیوکاسل یونایتد        | نیوکاسل    | سنت جیمز پارک          | ۵۲٬۲۵۷ |
| تاتنهام هاتسپر                       | لندن       | ورزشگاه تاتنهام هاتسپر | ۶۲٬۸۵۰ |
| باشگاه فوتبال وستهام یونایتد         | لندن       | ورزشگاه لندن           | ۶۲٬۵۰۰ |
| ولورهمپتون واندررز                   | ولورهمپتون | ورزشگاه مالینیو        | ۳۱٬۷۵۰ |

### کارکنان و لباس
| تیم                           | سرمربی            | کاپیتان         | سازنده کیت | حامی پیراهن (سینه)  | اسپانسر پیراهن (آستین) |
| ----------------------------- | ----------------- | --------------- | ---------- | ------------------- | ---------------------- |
| آرسنال                        | میکل آرتتا        | مارتین اودگارد  | آدیداس     | امارات              | ویزت روآندا            |
| استون ویلا                    | اونای امری        | جان مک‌گین       | آدیداس     | [ ۱۲ ]              | تجارت. بین‌الملل        |
| بورنموث                       | آندونی ایرائولا   | نتو             | آمبرو      | [ ۱۶ ]              | دیوالت                 |
| برنتفورد                      | توماس فرانک       | کریستین نوگارد  | آمبرو      | [ ۲۰ ]              | PensionBee             |
| برایتون اند هوو آلبیون        | روبرتو د زربی     | لوویس دانک      | نایک       | امریکن اکسپرس       | اسنیکرز انگلستان       |
| چلسی                          | مائوریسیو پوچتینو | ریس جیمز        | نایک       | ورزشکار بی‌نهایت     | [ ۲۸ ]                 |
| کریستال پالاس                 | الیور گلاسنر      | لوکا میلیوویویچ | مکرون      | سینچ                | ورزش کاییون            |
| اورتون                        | شان دایچ          | شیموس کولمن     | هومل       | Stake.com           | کیک                    |
| فولام                         | مارکو سیلوا       | تام کرنی        | آدیداس     | SBOTOP              | تخت‌های وب              |
| لستر سیتی                     | انزو مارسکا       | نامشخص          | آدیداس     | کینگ پاور           |                        |
| لیورپول                       | آرنه اسلوت        | ویرجیل فن دایک  | نایک       | استاندارد چارترد    | Expedia                |
| شهر منچستر                    | پپ گواردیولا      | کایل واکر       | پوما       | هواپیمایی اتحاد     | [ ۴۸ ]                 |
| منچستر یونایتد                | روبن آموریم       | برونو فرناندز   | آدیداس     | Qualcomm Snapdragon | فناوری DXC             |
| باشگاه فوتبال نیوکاسل یونایتد | ادی هوو           | جمال لسلز       | آدیداس     | سلا                 | نوون                   |
| تاتنهام هاتسپر                | آنگه پوستکوگلو    | سون هیونگ مین   | نایک       | AIA                 | سینچ                   |
| وستهام یونایتد                | نامشخص            | کورت زوما       | آمبرو      | [ ۶۳ ]              | JD Sports              |
| ولورهمپتون واندررز            | گری نویل          | مکس کیلمان      | کاستور     | AstroPay            | ۶۶۸۶ اسپورت            |

### تغییرات سرمربیان
| تیم     | سرمربی خروجی | دلیل خروج  | تاریخ خروج | موقعیت در جدول | سرمربی ورودی | تاریخ انتصاب |
| ------- | ------------ | ---------- | ---------- | -------------- | ------------ | ------------ |
| لیورپول | یورگن کلوپ   | استعفا داد | ۱۹ مه ۲۰۲۴ | پیش فصل        |              |              |

## جدول لیگ
| رتبه | تیم                                  | بازی | برد | مساوی | باخت | گل زده | گل خورده | گل تفاضل | امتیاز | صعود یا سقوط                                   |
| ---- | ------------------------------------ | ---- | --- | ----- | ---- | ------ | -------- | -------- | ------ | ---------------------------------------------- |
| ۱    | باشگاه فوتبال لیورپول (C)            | ۳۸   | ۲۵  | ۹     | ۴    | ۸۶     | ۴۱       | ۴۵+      | ۸۴     | صعود به مرحله گروهی لیگ قهرمانان اروپا ۲۶–۲۰۲۵ |
| ۲    | باشگاه فوتبال آرسنال                 | ۳۸   | ۲۰  | ۱۴    | ۴    | ۶۹     | ۳۴       | ۳۵+      | ۷۴     | صعود به مرحله گروهی لیگ قهرمانان اروپا ۲۶–۲۰۲۵ |
| ۳    | باشگاه فوتبال منچستر سیتی            | ۳۸   | ۲۱  | ۸     | ۹    | ۷۲     | ۴۴       | ۲۸+      | ۷۱     | صعود به مرحله گروهی لیگ قهرمانان اروپا ۲۶–۲۰۲۵ |
| ۴    | باشگاه فوتبال چلسی                   | ۳۸   | ۲۰  | ۹     | ۹    | ۶۴     | ۴۳       | ۲۱+      | ۶۹     | صعود به مرحله گروهی لیگ قهرمانان اروپا ۲۶–۲۰۲۵ |
| ۵    | باشگاه فوتبال نیوکاسل یونایتد        | ۳۸   | ۲۰  | ۶     | ۱۲   | ۶۸     | ۴۷       | ۲۱+      | ۶۶     | صعود به مرحله گروهی لیگ قهرمانان اروپا ۲۶–۲۰۲۵ |
| ۶    | باشگاه فوتبال استون ویلا             | ۳۸   | ۱۹  | ۹     | ۱۰   | ۵۸     | ۵۱       | ۷+       | ۶۶     | صعود به مرحله گروهی لیگ اروپا ۲۶–۲۰۲۵          |
| ۷    | باشگاه فوتبال ناتینگهام فارست        | ۳۸   | ۱۹  | ۸     | ۱۱   | ۵۸     | ۴۶       | ۱۲+      | ۶۵     | صعود به مرحله حذفی لیگ کنفرانس اروپا ۲۵–۲۰۲۴   |
| ۸    | باشگاه فوتبال برایتون اند هوو آلبیون | ۳۸   | ۱۶  | ۱۳    | ۹    | ۶۶     | ۵۹       | ۷+       | ۶۱     |                                                |
| ۹    | باشگاه فوتبال ای‌اف‌سی بورنموث         | ۳۸   | ۱۵  | ۱۱    | ۱۲   | ۵۸     | ۴۶       | ۱۲+      | ۵۶     |                                                |
| ۱۰   | باشگاه فوتبال برنتفورد               | ۳۸   | ۱۶  | ۸     | ۱۴   | ۶۶     | ۵۷       | ۹+       | ۵۶     |                                                |
| ۱۱   | باشگاه فوتبال فولام                  | ۳۸   | ۱۵  | ۹     | ۱۴   | ۵۴     | ۵۴       | ۰        | ۵۴     |                                                |
| ۱۲   | باشگاه فوتبال کریستال پالاس          | ۳۸   | ۱۳  | ۱۴    | ۱۱   | ۵۱     | ۵۱       | ۰        | ۵۳     | صعود به مرحله گروهی لیگ اروپا ۲۶–۲۰۲۵          |
| ۱۳   | باشگاه فوتبال اورتون                 | ۳۸   | ۱۱  | ۱۵    | ۱۲   | ۴۲     | ۴۴       | ۲−       | ۴۸     |                                                |
| ۱۴   | باشگاه فوتبال وستهام یونایتد         | ۳۸   | ۱۱  | ۱۰    | ۱۷   | ۴۶     | ۶۲       | ۱۶−      | ۴۳     |                                                |
| ۱۵   | باشگاه فوتبال منچستر یونایتد         | ۳۸   | ۱۱  | ۹     | ۱۸   | ۴۴     | ۵۴       | ۱۰−      | ۴۲     |                                                |
| ۱۶   | باشگاه فوتبال ولورهمپتون واندررز     | ۳۸   | ۱۲  | ۶     | ۲۰   | ۵۴     | ۶۹       | ۱۵−      | ۴۲     |                                                |
| ۱۷   | باشگاه فوتبال تاتنهام هاتسپر         | ۳۸   | ۱۱  | ۵     | ۲۲   | ۶۴     | ۶۵       | ۱−       | ۳۸     | صعود به مرحله گروهی لیگ قهرمانان اروپا ۲۶–۲۰۲۵ |
| ۱۸   | باشگاه فوتبال لستر سیتی (R)          | ۳۸   | ۶   | ۷     | ۲۵   | ۳۳     | ۸۰       | ۴۷−      | ۲۵     | سقوط به چمپیونشیپ                              |
| ۱۹   | باشگاه فوتبال ایپسویچ تاون (R)       | ۳۸   | ۴   | ۱۰    | ۲۴   | ۳۶     | ۸۲       | ۴۶−      | ۲۲     | سقوط به چمپیونشیپ                              |
| ۲۰   | باشگاه فوتبال ساوت‌همپتون (R)         | ۳۸   | ۲   | ۶     | ۳۰   | ۲۶     | ۸۶       | ۶۰−      | ۱۲     | سقوط به چمپیونشیپ                              |

1. ↑  The Premier League gained an additional Champions League place as a result of England gaining one of the two European Performance Spots (EPS) awarded to the two associations with the highest ضریب یوفا points in 2024–25.
2. ↑  Since the winners of the 2024–25 EFL Cup, Newcastle United, qualified for the Champions League via league position, the spot reserved for the EFL Cup winners (Conference League play-off round) was passed to the 7th-placed team.
3. ↑  Crystal Palace qualified for the Europa League league phase as the 2024–25 FA Cup winners.
4. ↑  Tottenham Hotspur qualified for the Champions League league phase as the لیگ اروپا ۲۵–۲۰۲۴ winners.

## آمار فصل

### بهترین گلزنان

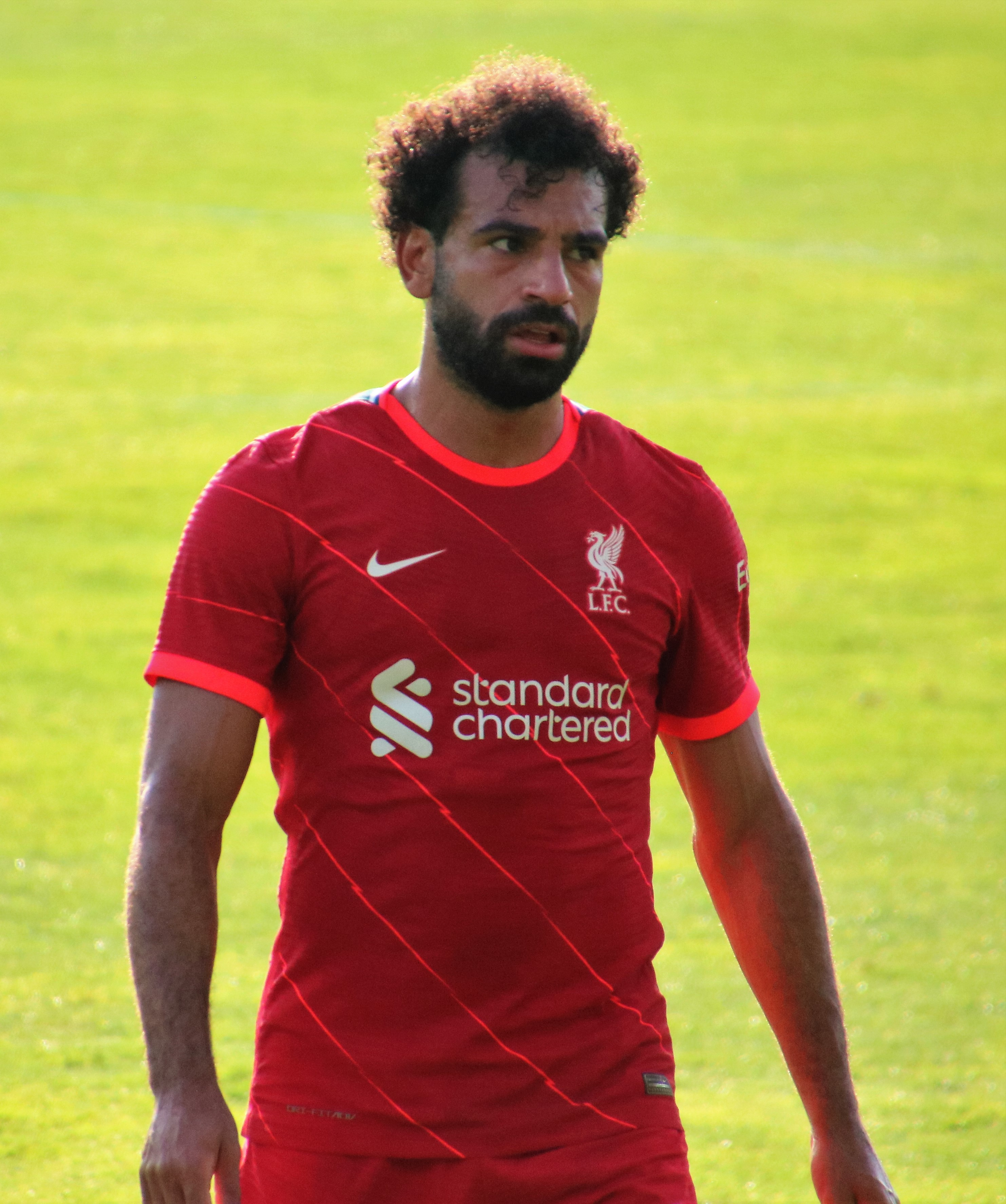
محمد صلاح پس از به ثمر رساندن ۲۹ گل برای لیورپول، چهارمین کفش طلای لیگ برتر خود را به دست آورد. او همچنین با ۱۸ پاس گل، جایزه بهترین بازیساز فصل لیگ برتر را از آن خود کرد.

| رتبه | بازیکن             | باشگاه                  | گل |
| ---- | ------------------ | ----------------------- | -- |
| ۱    | محمد صلاح          | Liverpool               | ۲۹ |
| ۲    | الکساندر ایساک     | Newcastle United        | ۲۳ |
| ۳    | ارلینگ هالند       | Manchester City         | ۲۲ |
| ۴    | برایان امبومو      | Brentford               | ۲۰ |
| ۴    | کریس وود           | Nottingham Forest       | ۲۰ |
| ۶    | یوآن ویسا          | Brentford               | ۱۹ |
| ۷    | اولی واتکینز       | Aston Villa             | ۱۶ |
| ۸    | ماتئوس کونیا       | Wolverhampton Wanderers | ۱۵ |
| ۸    | کول پالمر          | Chelsea                 | ۱۵ |
| ۱۰   | یورگن استرند لارسن | Wolverhampton Wanderers | ۱۴ |
| ۱۰   | ژان-فیلیپ ماتتا    | Crystal Palace          | ۱۴ |

#### هتریک

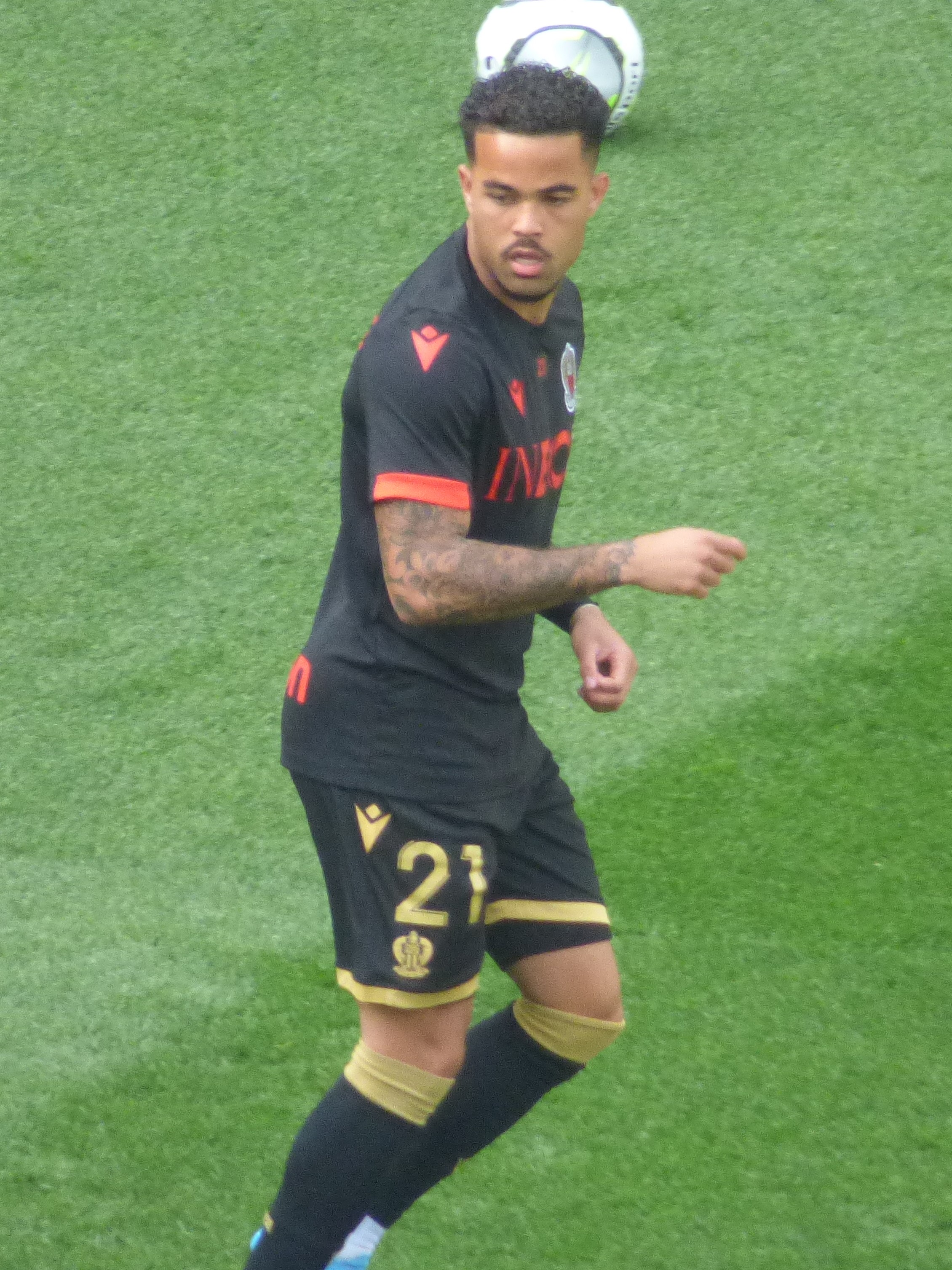
جاستین کلایورت، بازیکن بورنموث اولین بازیکنی شد که در یک بازی لیگ برتر، هت‌تریک پنالتی می‌کند.

| بازیکن                              | برای              | رقیب                    | نتیجه   | تاریخ           |
| ----------------------------------- | ----------------- | ----------------------- | ------- | --------------- |
| ارلینگ هالند                        | Manchester City   | Ipswich Town            | 4–1 (H) | ۲۴ اوت ۲۰۲۴     |
| نونی مادوئکه                        | Chelsea           | Wolverhampton Wanderers | 6–2 (A) | ۲۵ اوت ۲۰۲۴     |
| ارلینگ هالند                        | Manchester City   | West Ham United         | 3–1 (A) | ۳۱ اوت ۲۰۲۴     |
| کول پالمر4                          | Chelsea           | Brighton & Hove Albion  | 4–2 (H) | ۲۸ سپتامبر ۲۰۲۴ |
| کوین شاده                           | Brentford         | Leicester City          | 4–1 (H) | ۳۰ نوامبر ۲۰۲۴  |
| جاستین کلایورت                      | Bournemouth       | Wolverhampton Wanderers | 4–2 (A) | ۳۰ نوامبر ۲۰۲۴  |
| الکساندر ایساک                      | Newcastle United  | Ipswich Town            | 4–0 (A) | ۲۱ دسامبر ۲۰۲۴  |
| اماد دیالو                          | Manchester United | Southampton             | 3–1 (H) | ۱۶ ژانویه ۲۰۲۵  |
| جاستین کلایورت                      | Bournemouth       | Newcastle United        | 4–1 (A) | ۱۸ ژانویه ۲۰۲۵  |
| دانگو اواتارا                       | Bournemouth       | Nottingham Forest       | 5–0 (H) | ۲۵ ژانویه ۲۰۲۵  |
| کریس وود (بازیکن فوتبال، زاده ۱۹۹۱) | Nottingham Forest | Brighton & Hove Albion  | 7–0 (H) | ۱ فوریه ۲۰۲۵    |
| عمر مرموش                           | Manchester City   | Newcastle United        | 4–0 (H) | ۱۵ فوریه ۲۰۲۵   |

Note: 4 – player scored 4 goals

### کلین شیت
| رتبه | بازیکن           | باشگاه            | کلین شیت |
| ---- | ---------------- | ----------------- | -------- |
| ۱    | داوید رایا       | Arsenal           | ۱۳       |
| ۱    | متز سلز          | Nottingham Forest | ۱۳       |
| ۳    | جردن پیکفورد     | Everton           | ۱۲       |
| ۴    | دین هندرسون      | Crystal Palace    | ۱۱       |
| ۵    | ادرسون مورائس    | Manchester City   | ۱۰       |
| ۵    | روبرت سانچز      | Chelsea           | ۱۰       |
| ۷    | آلیسون بکر       | Liverpool         | ۹        |
| ۷    | آندره اونانا     | Manchester United | ۹        |
| ۹    | کپا آریزابالاگا  | Bournemouth       | ۸        |
| ۹    | امیلیانو مارتینز | Aston Villa       | ۸        |
| ۹    | نیک پوپ          | Newcastle United  | ۸        |

### انظباطی

#### بازیکن
- بیشترین کارت زرد: 12[۸۶]
  -  لیام دلپ (Ipswich Town)
  -  فلین داونز (Southampton)
  -  ساشا لوکیچ (Fulham)
- بیشترین کارت قرمز: 2[۸۷]
  -  برونو فرناندز (Manchester United)
  -  مایلز لویس-اسکلی (Arsenal)
  -  جک استفنز (Southampton)

#### باشگاه
- بیشترین کارت زرد: 99[۸۸]
  - Chelsea
- ;کمترین کارت زرد: 57[۸۸]
  - Manchester City
- بیشترین کارت قرمز: 6[۸۹]
  - Arsenal
- کمترین کارت قرمز: 0[۸۹]
  - Leicester City